# Ordinul Coroana de Fier (Austria)

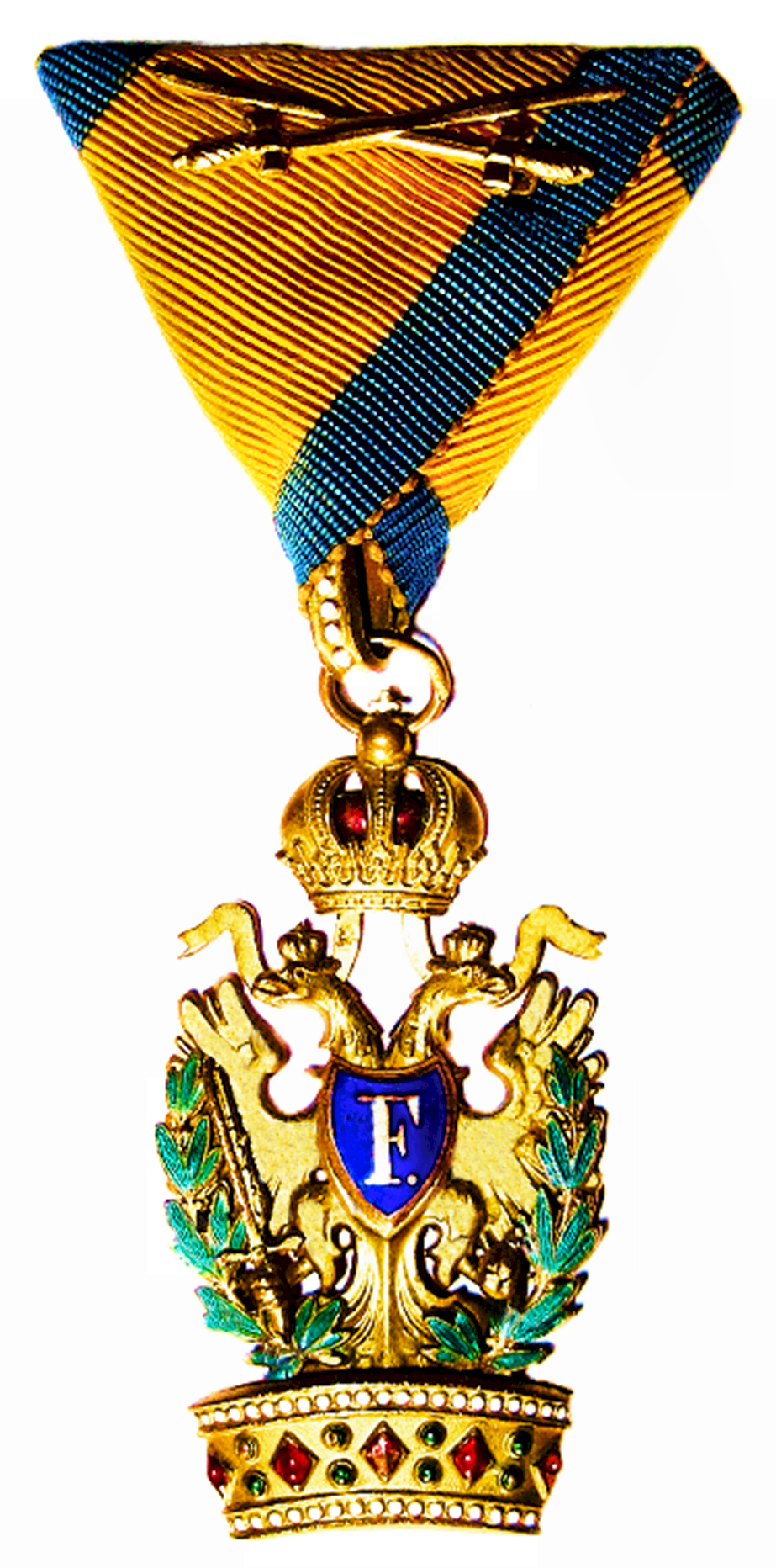
Coroana de Fier cu decorație de război și săbii

Ordinul Austriac Imperial al Coroanei de Fier a fost un premiu de merit civil și militar înalt, care a fost atribuit de la 1815 până la sfârșitul monarhiei în 1918, sub forma de trei ranguri.

## Istorie

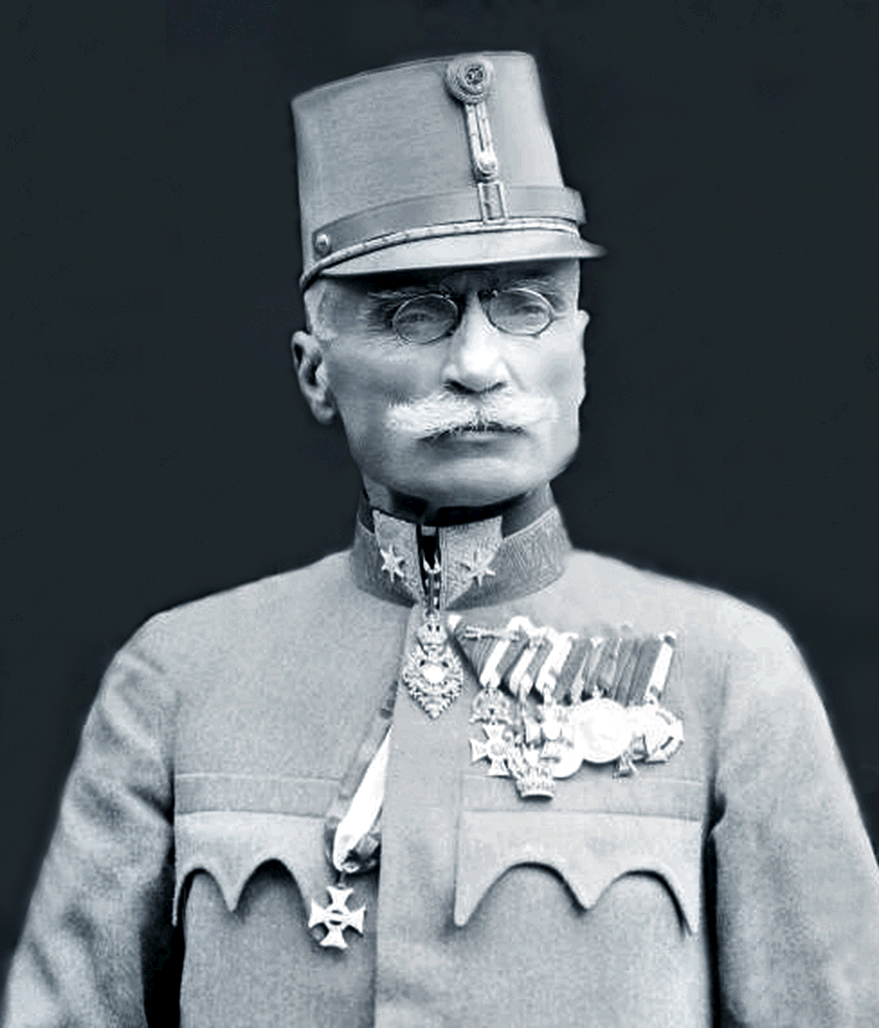
Ioan baron Boeriu de Polichna

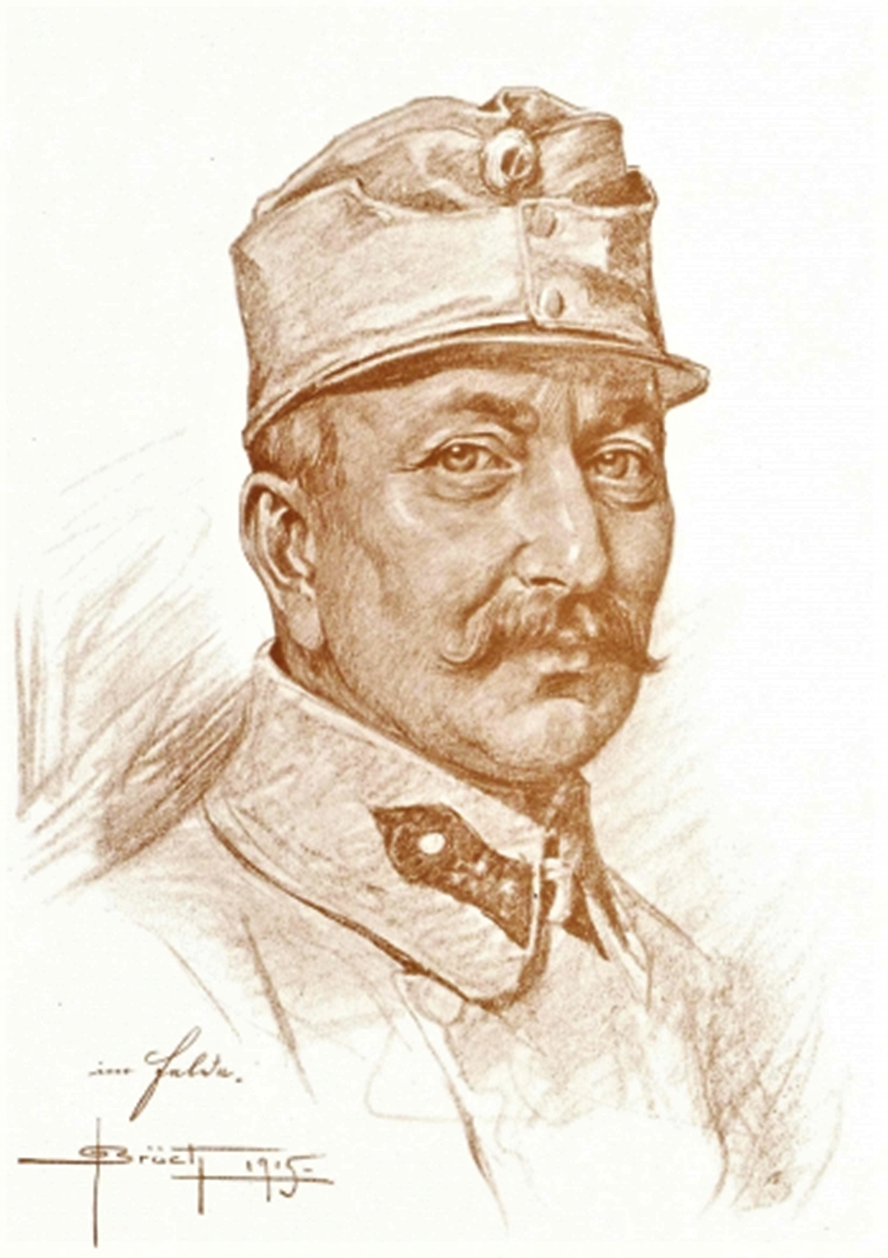
Dănilă Papp

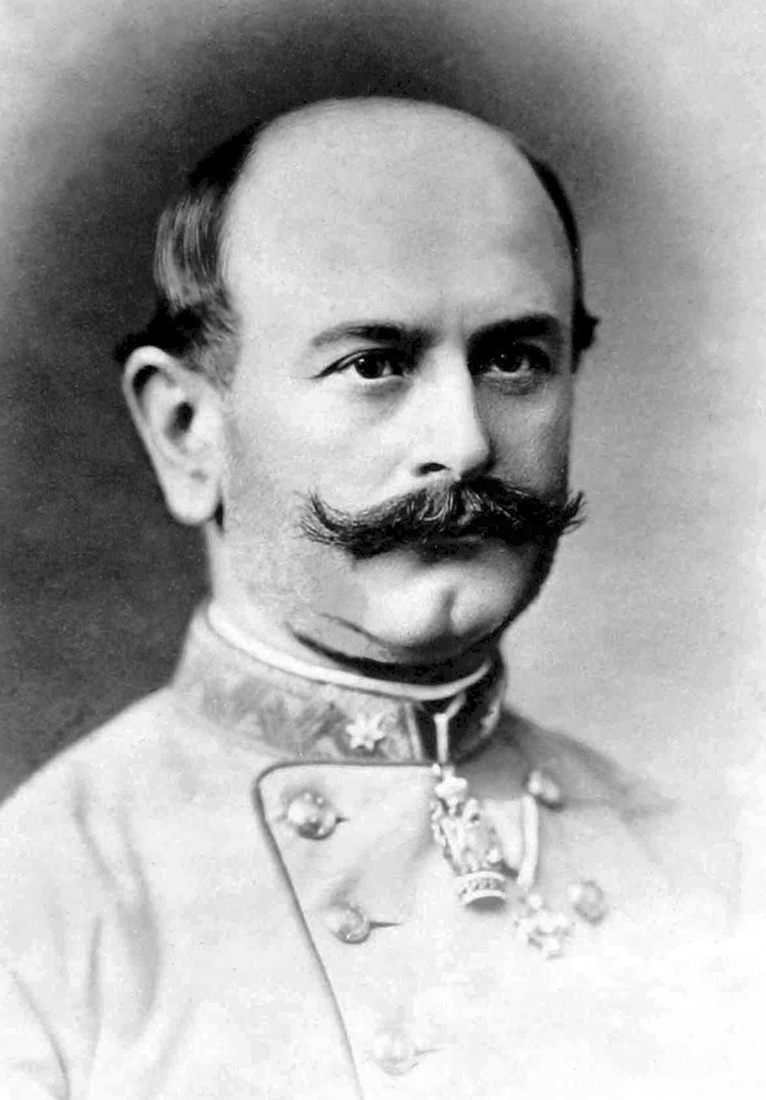
Leonida baron de Pop

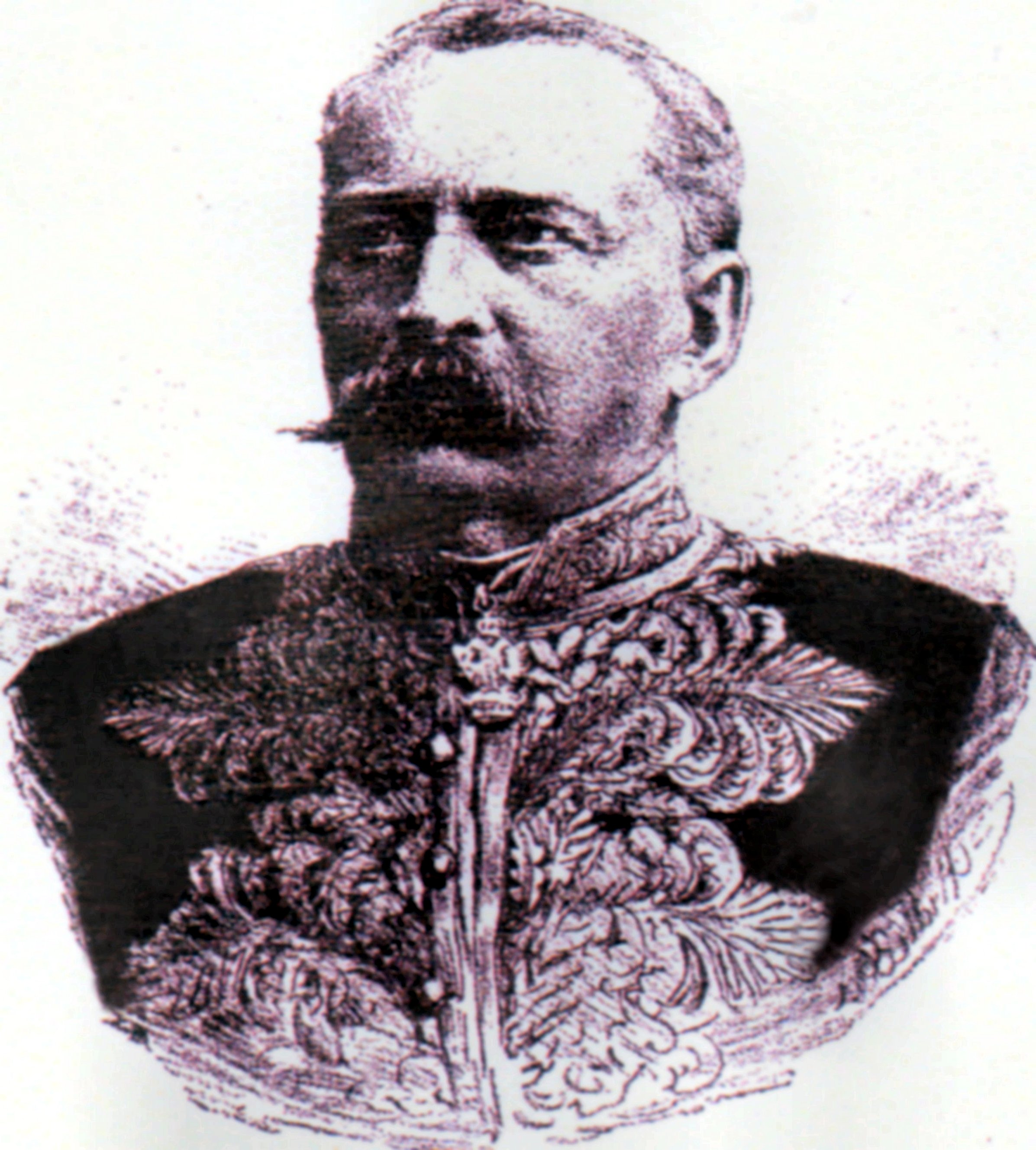
Alexandru baron Wassilko de Serecki

Ordinul austriac ai Coroanei de Fier a fost fondat la 7 aprilie 1815 de către împăratul Francisc I al Austriei ca ordin militar și civil de merit. Spre deosebire de restul ordinelor cavaliere ale monarhiei acesta nu a fost acordat sub numele Mare Cruce, Comandor sau Cruce de Cavaler, ci ca Ordin de Cavaler de clasa 1-a, a 2-a și a 3-a.
Deja în 1805 Napoleon Bonaparte a creat, după încoronarea sa, un ordin numit ca vechia decorație a Coroanei de fier a regilor longobarzi. După căderea lui Napoleon Lombardia a fost acordată casei imperiale austriece în cadrul tratatelor la Congresul de la Viena. Titularilor napoleonieni le-a fost interzisă purtarea decorației de către autoritățile austriece, dar mai târziu au primit autorizația de transfer în versiunea austriacă. Preluarea ordinului de austrieci se vede și in folosirea devizei napoleonene ale decorației: Avita et aucta (Moștenit și înmulțit).
Conform § 11 din statutul original al ordinul, acesta nu trebuia să depășească numărul de 100 de membrii. Totuși, în 1856, decorația a fost deja acordată la aproape două mii de personalități. La 12 ianuarie 1860 a urmat introducerea decorației de război pentru toate clasele, ca recunoaștere pentru dobândire de curaj și angajament în fața inamicului. Aceasta a fost o cununa de laur aurie și emailată verde, plasată în jurul vulturului bicefal.
Ordinul Coroanei de Fier a fost până la sfârșitul monarhiei una dintre cele patru cele mai înalte distincții ale Imperiului Austro-Ungar. Deși mulți ofițeri și funcționari au fost decorați cu el, a obținut în special pentru burghezie un sens social-istoric special. În timpul Primului Război Mondial au fost onorați  în primul rând ofițeri superiori. De la sfârșitul monarhiei în 1918 ordinul nu a mai fost acordat.

## Descrierea ordinului
Insigna Ordinului arată Coroana de Fier Lombardă pe care bazează vulturul austriac bicefal cu spadă și glob crucifer, ce poartă pe ambele părți ale pieptului un scut emailat în formă de inimă, de culoare albastru închis. Pe el este gravat pe față un F de aur (Francisc I) și pe spate anul înființării 1815. Asupra vulturului bicefal mai este prezentată coroana imperială în aur. Banda este galben-aurie cu bordură de albastru închis.

## Felul de purtat
Cavalerii de clasa a 3-a  au purtat însemnele ordinului inițial la o bandă îngustă pe butonieră, mai târziu, la o panglică triunghiulară pliată pe pieptul stâng, cavalerii de clasa a 2-a  la o bandă in jurul gâtului. Cavalerii de clasa a 1-a au purtat decorația la o bandă largă de la umărul drept la șoldul stâng, în plus pe pieptul stâng o stea. Aceasta, ținută în argint, a avut patru  fascicule. Placa de mijloc aurie conținea coroana de fier înconjurată de o bandă albastră cu inscripția devizei. La ocazii speciale au purtat roba ordinului cu o verigă, format în mod alternativ din literele interconectate F. P. (Franciscus Primus), dintr-o cunună de stejar și de Coroana de Fier precum în centru o cunună mai mare de stejar, în interiorul ei ramuri de stejar și palmieri în cruciș, de la care atârna ordinul.

## Privilegii
Până în anul 1884 decorarea pentru cetățenii țărilor habsburgice a fost conectată cu atribuirea unui titlu de nobilitare: Dotarea cu clasa a 3-a însemna ridicarea la titlul de cavaler ereditar, cu clasa a 2-a la titlul de baron ereditar. Acordarea de prima clasă a adus titlul de consilier secret, intitularea „excelență” și calitatea de membru al Curții Imperiale. La 24 august 1884, înnobilarea automată a fost abrogată din statutele Ordinului Coroanei de Fier (Decretul Ministerului de Interne KK), precum și din cele ale Ordinului Leopold. Ca Mare Maestru al Ordinului a  figurat mereu monarhul domnind.

## Galerie de imagini

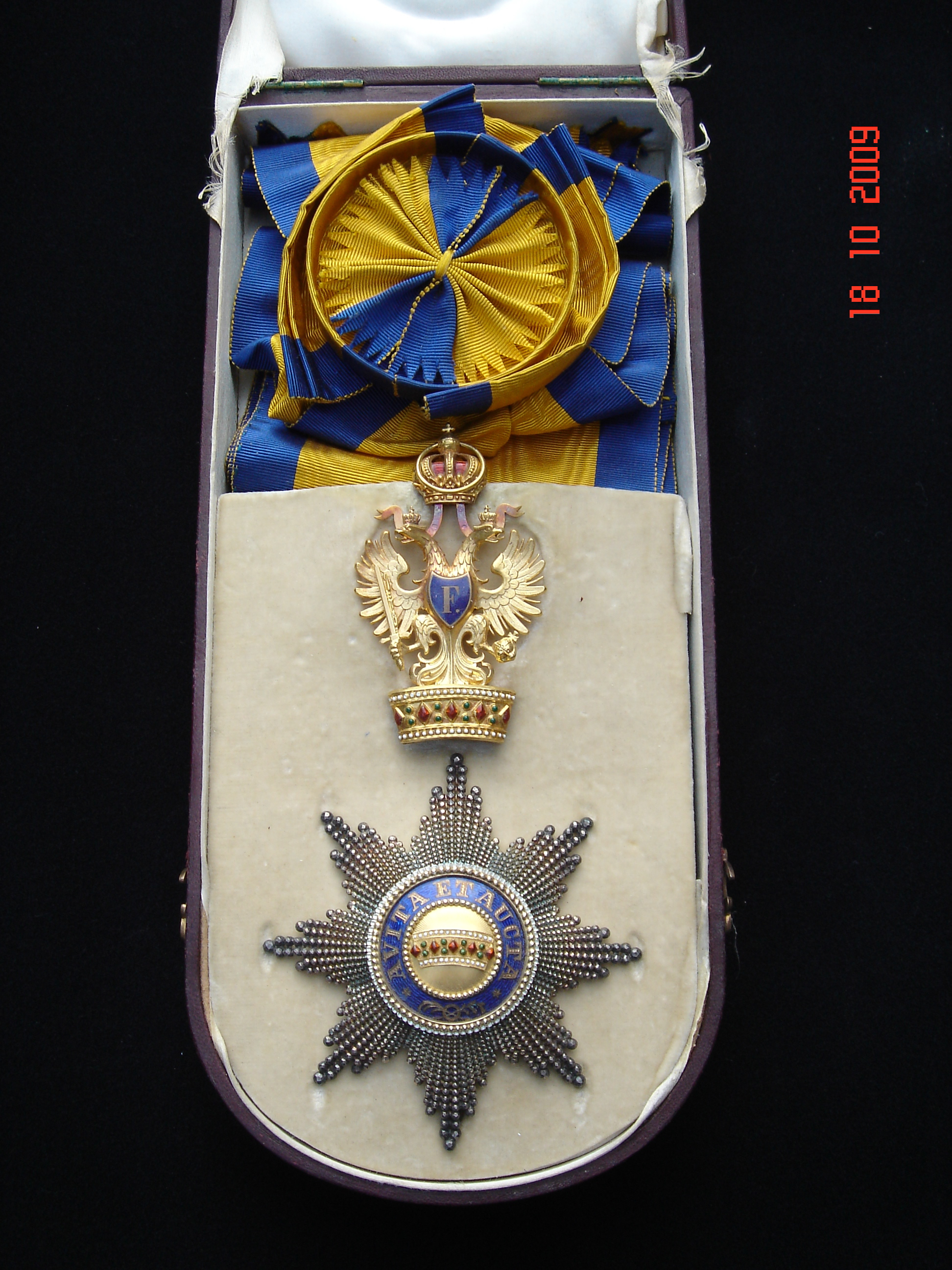
Cavaler de clasa 1-a  cu stea
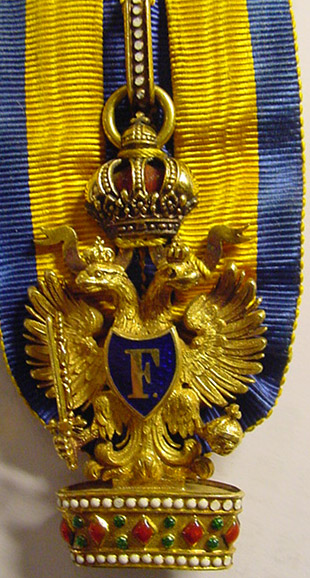
Cavaler de clasa 2-a
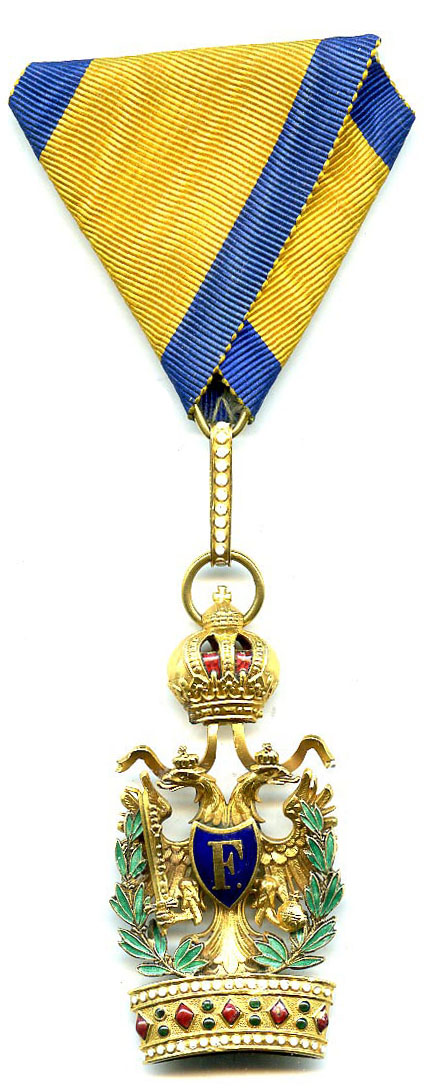
Cavaler de clasa 3-a cu decorația de război
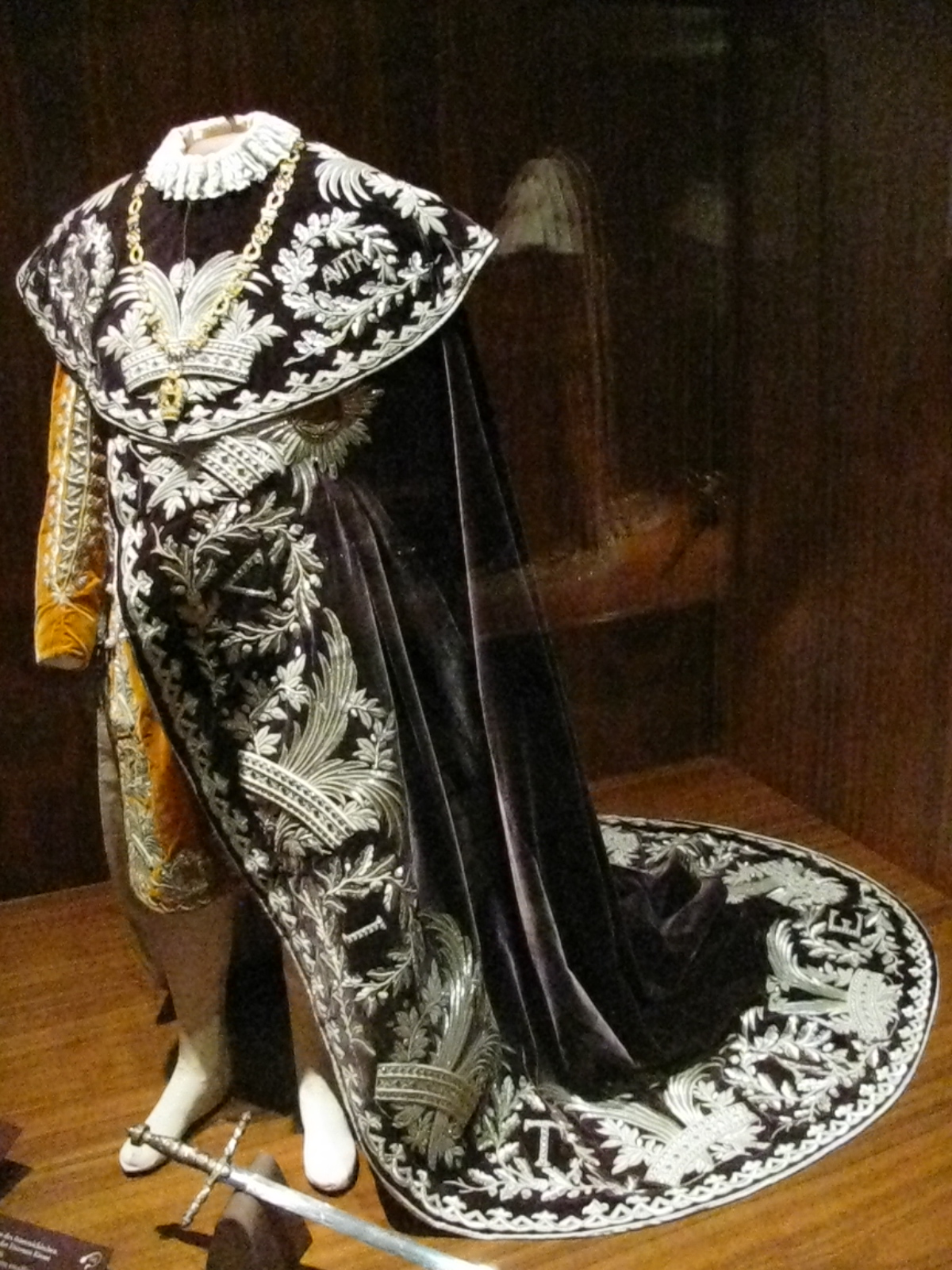
Ornatul ordinului